# 9870 Maehata
A 9870 Maehata (ideiglenes jelöléssel 1992 DA) a Naprendszer kisbolygóövében található aszteroida. T. Seki fedezte fel 1992. február 24-én.